# Белебей
Белебе́й (баш. МФА: Бәләбәйо файле) — город в Республике Башкортостан Российской Федерации, административный центр Белебеевского района. Образует муниципальное образование город Белебей со статусом городского поселения как единственный населённый пункт в его составе.
Распоряжением Правительства Российской Федерации от 29 июля 2014 года № 1398-р «Об утверждении перечня моногородов» включён в категорию «Монопрофильные муниципальные образования Российской Федерации (моногорода) с наиболее сложным социально-экономическим положением».
Постановлением Правительства РФ от 29 декабря 2016 года № 1536 на территории города создана Территория опережающего социально-экономического развития «Белебей», на которой действует особый правовой режим предпринимательской деятельности.

## Этимология
Название города происходит от гидронима Белебейка.
Лингвист Гумар Саттаров относит название к антропотопонимам, то есть к названиям, производным от собственных имён людей. Таким образом, основателя поселения либо владельца земель, звали Балабей, то есть «маленький бай, бей» (приставка, которая у тюркоязычных народов добавлялась к собственным именам знатных людей), затем Балабей смягчилось до Белебей (по аналогии с балакай – «дитятко», смягчилось в белекей – «маленький»).
Шарафутдинов Акилхан, считал что, слово Белебей восходит к древнеперсидскому болооби, где боло – «исток, вершина», оба – «вода», (слово оба, он также связывал с названием реки Обь).

## История

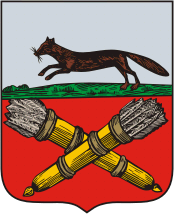
Герб города Белебей (1782)

Основан чувашскими переселенцами, которые на договорных условиях арендовали земли у дёмских башкир. Впервые упоминается в 1757 году, как селение Белебеево. В 1781 году получил статус уездного города, став центром Белебеевского уезда Уфимского наместничества в 1782 году.

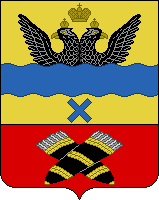
Герб Белебея (1839 год)

В 1796 году уезд отнесён к Оренбургской губернии. В 1865 году после разделения Оренбургской губернии на Уфимскую и Оренбургскую Белебей вошёл в состав Уфимской губернии.
Местное население занималось земледелием, мелкой торговлей и пчеловодством.
После упразднения Белебеевского уезда в 18 июля 1922 году Белебей стал центром Белебеевского кантона Башкирской АССР, а  после упразднения Белебеевского кантона в 20 августа 1930 года стал административным центром Белебеевский район.
С октября 1941 года по август 1943 года в городе находилась в эвакуации Военно-политическая академия имени В. И. Ленина, которая расположилась в здании земской управы.
В 1953 году началось интенсивное развитие в связи с открытием Шкаповского нефтяного месторождения и созданием в 1955 году нефтепромыслового управления «Аксаковнефть».
14 августа 1957 года Белебей получил статус города республиканского подчинения.
В 1982 году в состав города была включена деревня Малобелебейка.
До 2010 года Белебей имел статус исторического поселения, однако приказом Министерства культуры Российской Федерации, Министерства регионального развития Российской Федерации от 29 июля 2010 года № 418/339 «Об утверждении перечня исторических поселений» город был лишён статуса.

## Физико-географическая характеристика

### Географическое положение
Город расположен на Бугульминско-Белебеевской возвышенности. С запада примыкают восточные пределы Русской равнины, называемые Высоким Заволжьем или Предуральем. Белебей расположен на высоте 379,6 метра над уровнем моря.
Город расположен недалеко от реки Усень (бассейн Камы), в 180 км от Уфы.

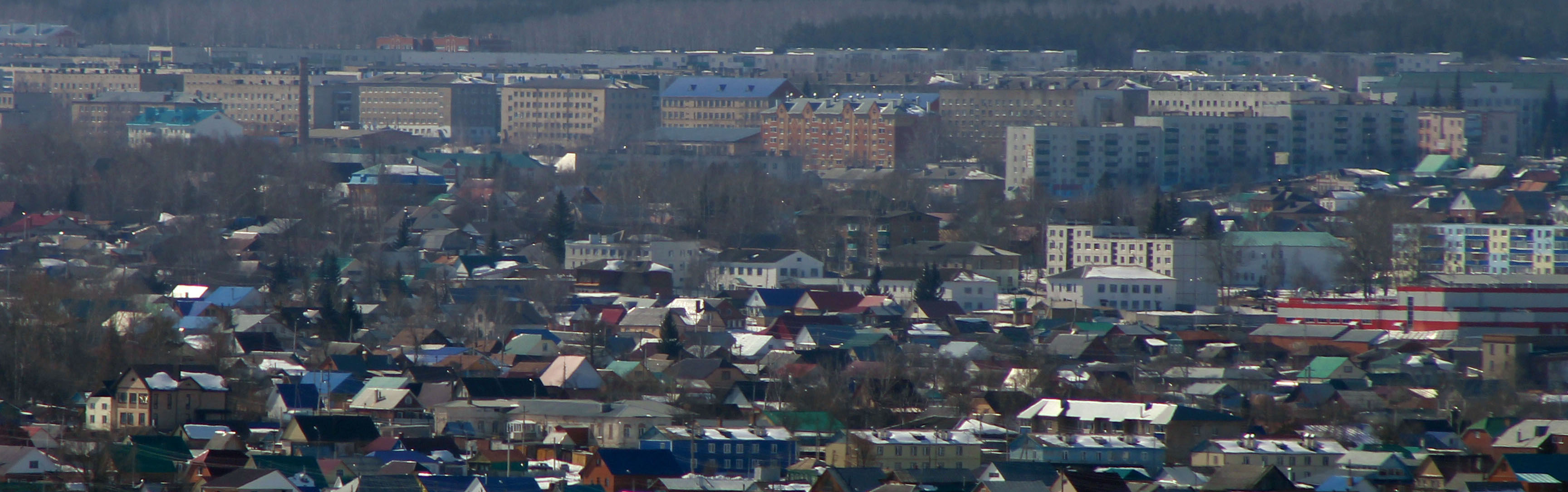
Панорама города Белебея.

### Климат
Климат умеренный континентальный.
- Среднегодовая температура воздуха: 4,1 °C.
- Относительная влажность воздуха: 67,3 %.
- Средняя скорость ветра: 3,4 м/с.

| Показатель                            | Янв.  | Фев.  | Март | Апр. | Май  | Июнь | Июль | Авг. | Сен. | Окт. | Нояб. | Дек.  | Год |
| ------------------------------------- | ----- | ----- | ---- | ---- | ---- | ---- | ---- | ---- | ---- | ---- | ----- | ----- | --- |
| Средняя температура, °C               | −11,4 | −11,2 | −6,1 | 4,3  | 13,5 | 19,0 | 20,9 | 18,3 | 12,4 | 4,3  | −5,1  | −10,7 | 4,1 |
| Источник: NASA. База данных RETScreen |       |       |      |      |      |      |      |      |      |      |       |       |     |

| Показатель              | Янв.  | Фев. | Март | Апр. | Май  | Июнь | Июль | Авг. | Сен. | Окт. | Нояб. | Дек.  | Год |
| ----------------------- | ----- | ---- | ---- | ---- | ---- | ---- | ---- | ---- | ---- | ---- | ----- | ----- | --- |
| Средняя температура, °C | −12,4 | −12  | −6,2 | 3,8  | 12,4 | 17,3 | 18,9 | 16,7 | 10,9 | 3,5  | −5,2  | −10,9 | 3,1 |
| Норма осадков, мм       | 45    | 31   | 33   | 29   | 41   | 64   | 50   | 59   | 52   | 57   | 53    | 48    | 562 |
| Источник: .             |       |      |      |      |      |      |      |      |      |      |       |       |     |

## Население
| 1856    | 1897    | 1913    | 1926    | 1931    | 1939    | 1944    | 1945    | 1946    | 1947    | 1959    | 1967    |
| ------- | ------- | ------- | ------- | ------- | ------- | ------- | ------- | ------- | ------- | ------- | ------- |
| 2300    | ↗5800   | ↗8100   | ↗11 400 | ↗11 500 | ↗15 500 | ↗22 900 | ↘18 900 | ↗19 300 | ↗20 300 | ↗26 172 | ↗32 000 |
| 1970    | 1979    | 1987    | 1989    | 1992    | 1996    | 1998    | 2000    | 2001    | 2002    | 2003    | 2005    |
| ↗32 460 | ↗43 213 | ↗51 000 | ↗53 443 | ↗55 600 | ↗58 000 | ↗59 000 | ↗60 600 | ↗60 900 | ↗60 928 | ↘60 900 | ↗61 200 |
| 2006    | 2007    | 2008    | 2009    | 2010    | 2011    | 2012    | 2013    | 2014    | 2015    | 2016    | 2017    |
| ↘61 100 | ↘61 000 | ↗61 061 | ↘60 847 | ↘60 700 | ↘60 200 | ↘59 900 | ↘59 683 | ↘59 533 | ↘59 430 | ↘59 204 | ↘59 123 |
| 2018    | 2019    | 2020    | 2021    | 2022    | 2023    | 2024    | 2025    |         |         |         |         |
| ↗59 175 | ↘59 137 | ↗59 229 | ↘59 195 | ↘58 874 | ↗59 131 | ↘58 818 | ↘58 615 |         |         |         |         |

На 1 января 2025 года по численности населения город находился на 272-м месте из 1124 городов Российской Федерации.

### Национальный состав

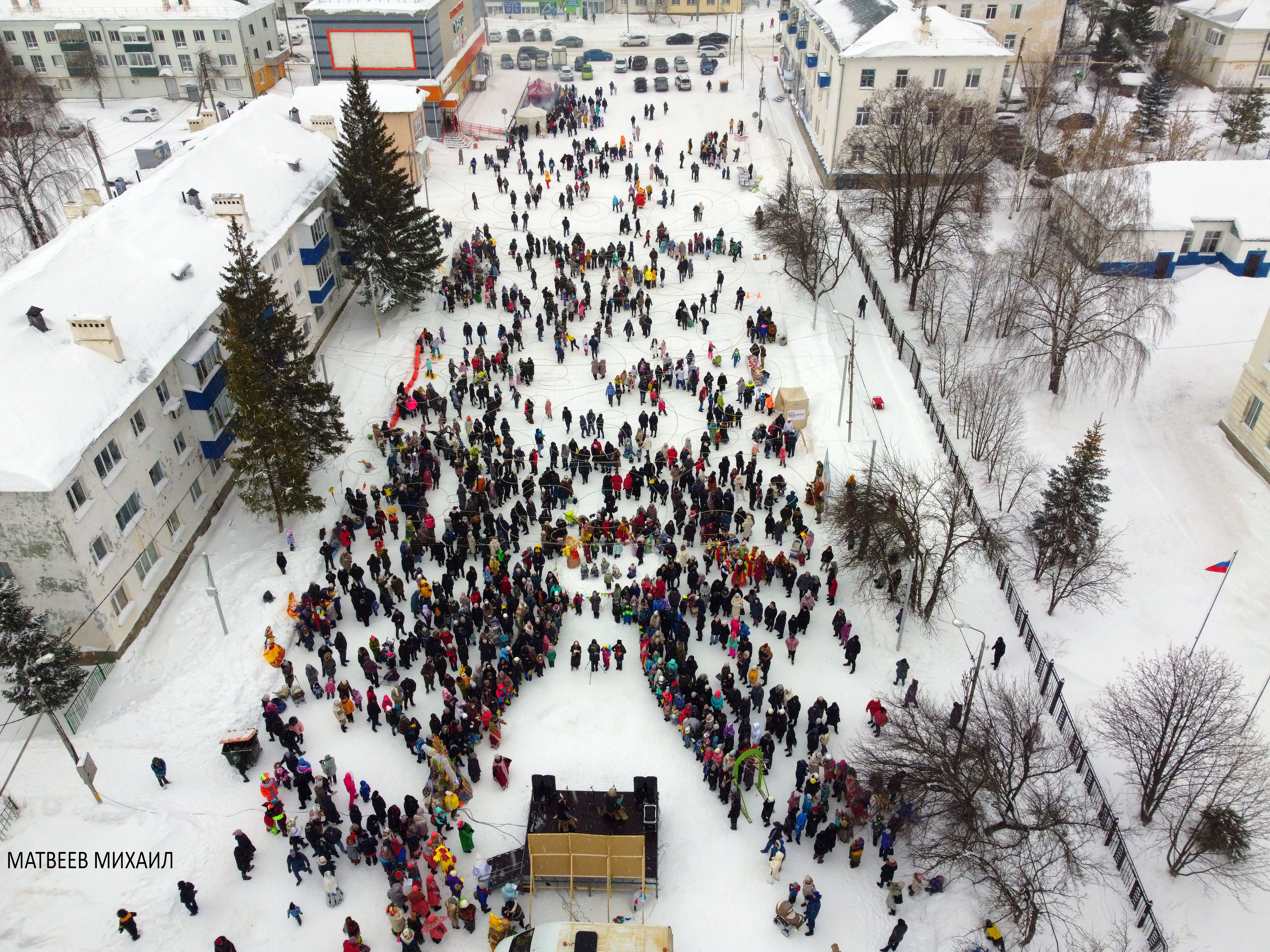
Народные гулянья на Пионерской площади в Белебее

Согласно Всероссийской переписи населения 2010 года: русские — 47 %, татары — 23,1 %, чуваши — 12,5 %, башкиры — 12,5 %, украинцы — 1,7 % , мордва — 1 %, лица других национальностей — 2,2 %.
По итогам переписи населения 2020 года проживали следующие национальности (национальности менее 0,1 % и другое см. в сноске к строке «Другие»):
| Национальность | Численность, чел. | Доля     |
| -------------- | ----------------- | -------- |
| Русские        | 28 494            | 48,14 %  |
| Татары         | 13 378            | 22,6 %   |
| Башкиры        | 7 492             | 12,66 %  |
| Чуваши         | 6 704             | 11,33 %  |
| Украинцы       | 543               | 0,9 %    |
| Мордва         | 366               | 0,62 %   |
| Марийцы        | 278               | 0,47 %   |
| Узбеки         | 159               | 0,31 %   |
| Армяне         | 153               | 0,26 %   |
| Цыгане         | 130               | 0,22 %   |
| Таджики        | 89                | 0,15 %   |
| Удмурты        | 80                | 0,14 %   |
| Белорусы       | 76                | 0,13 %   |
| Азербайджанцы  | 67                | 0,11 %   |
| Другие         | 1 186             | 2 %      |
| Итого          | 59 195            | 100,00 % |

### Языковой состав
Согласно Всероссийской переписи населения 2010 года родными языками населения являлись: русский — 61,2 %, 
татарский — 19,8 %, чувашский — 8,6 %, башкирский — 8,3 %.

## Экономика

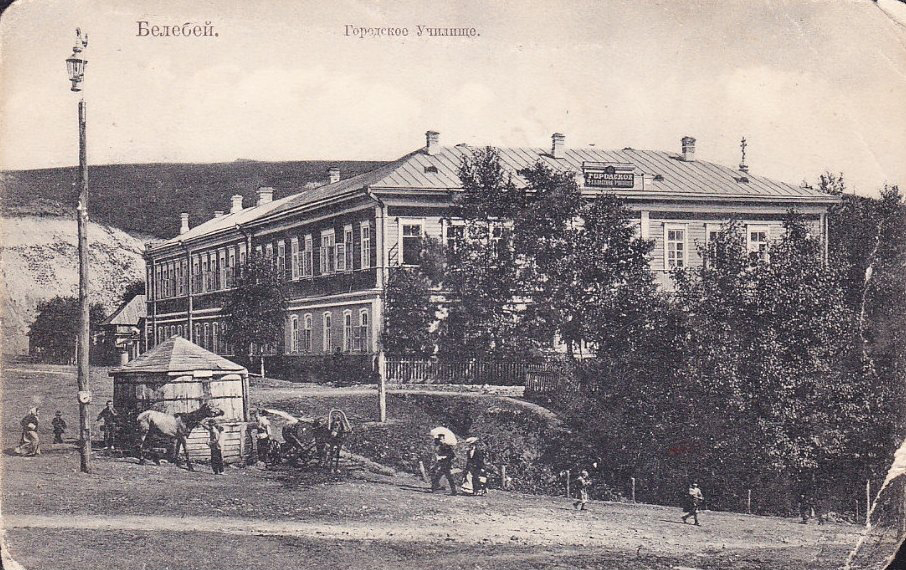
Белебей. Городское училище. Около 1905—1910 г.

Значимыми предприятиями города являются:
- Автонормаль (завод).
- Белебеевский машиностроительный завод (Белмаш).
- ОАО Керамика.
- ООО Белебеевский завод Автокомплект.
- Белебеевское предприятие Автодеталь.
- Научно-производственное предприятие АММА.
- Белебеевский спирто-водочный комбинат филиал АО Башспирт.
- АО Белебеевский Ордена знак Почёта молочный комбинат.

## Транспорт

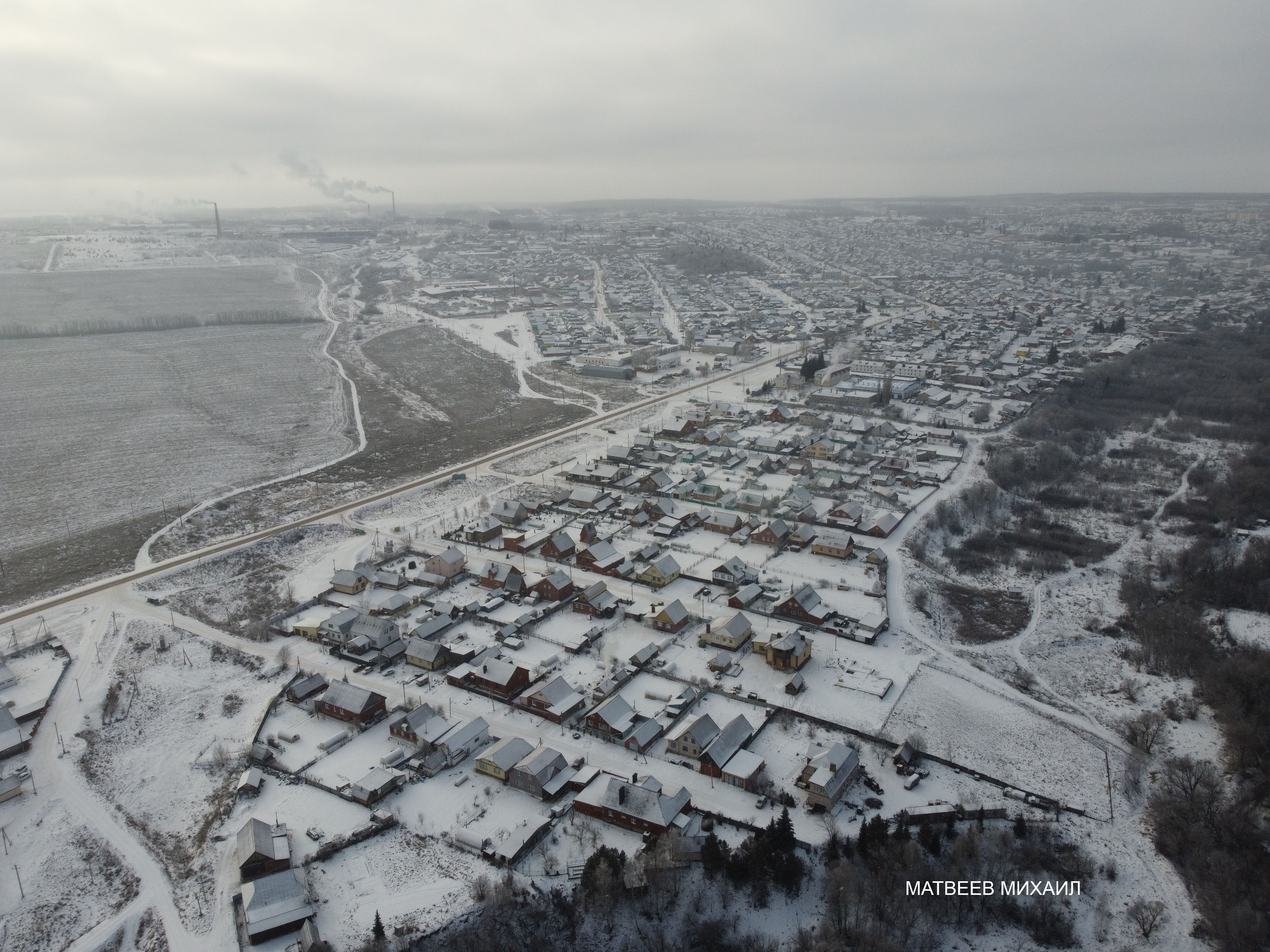
Микрорайон Усень

Общественный транспорт представлен автобусными маршрутами, которые обслуживает филиал «Белебеевское АТП» ГУП «Башавтотранс»:
- № 1 Зелёный рынок — Автовокзал;
- № 2 Зелёный рынок — Горгаз;
- № 4 Зелёный рынок — Автовокзал;
- № 5 Микрорайон Усень — Морозова;
- № 101 Белебей — Приютово;
- 110а Зелёный рынок — Аксаково, ж/д вокзал.

## Образование
Высшие учебные заведения
- Филиал Самарского государственного технического университета

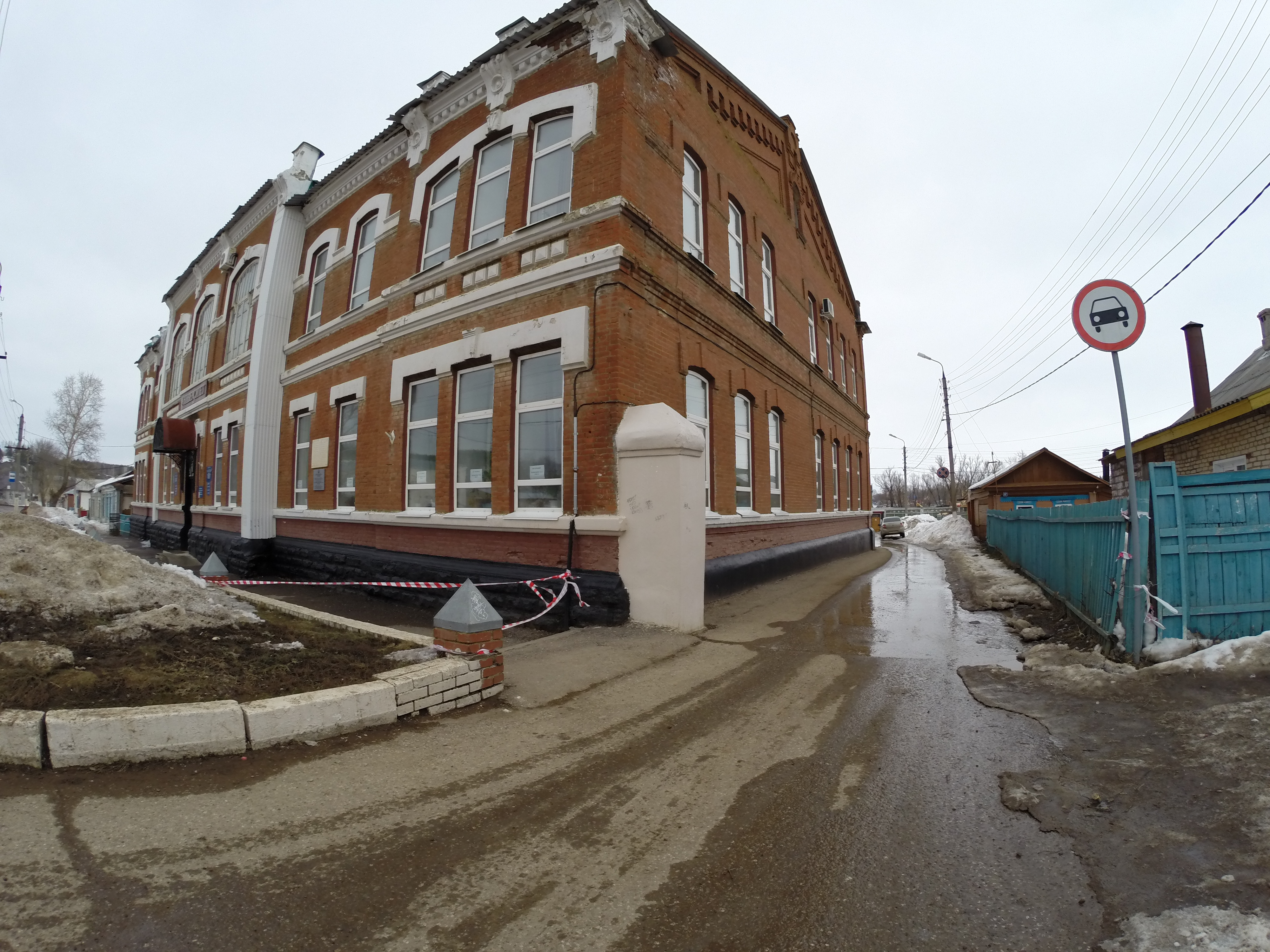
Филиал Самарского государственного технического университета

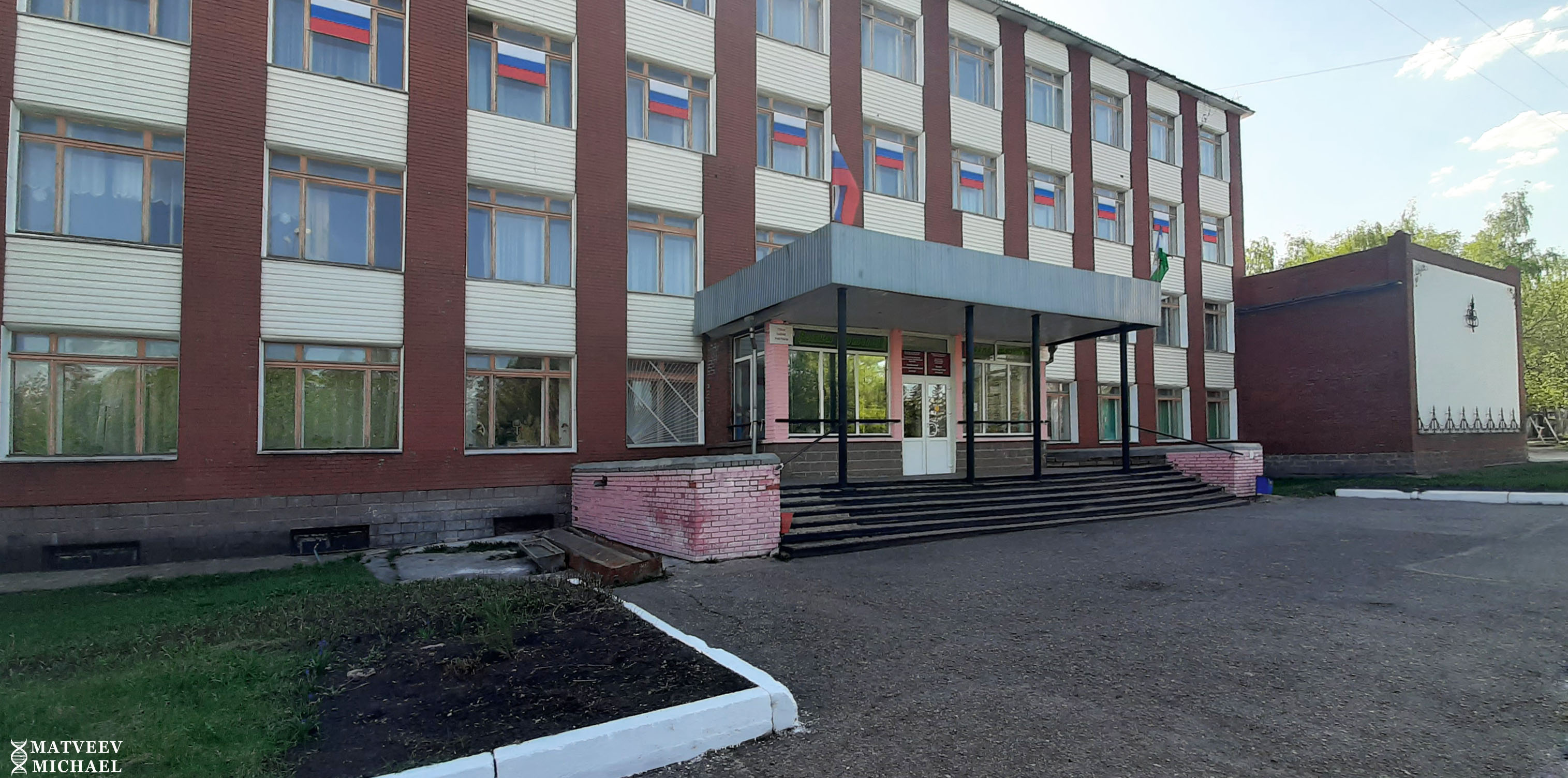
Белебеевский гуманитарно-технический колледж

Учреждения среднего профессионального образования
- Белебеевский гуманитарно-технический колледж.
- Белебеевский колледж механизации и электрификации.
- Белебеевский педагогический колледж.
- Белебеевский медицинский колледж.

Общеобразовательные школы и гимназии
- Гимназия № 1.
- Татарская гимназия.
- Чувашская гимназия.
- Башкирская гимназия-интернат.
- Средняя общеобразовательная школа № 1 им. В. П. Ферапонтова.
- Средняя общеобразовательная школа № 2 им. М. Г. Сыртлановой.
- Средняя общеобразовательная школа № 8.
- Средняя общеобразовательная школа № 15.
- Средняя общеобразовательная школа № 17.
- Школа-интернат.

## Средства массовой информации

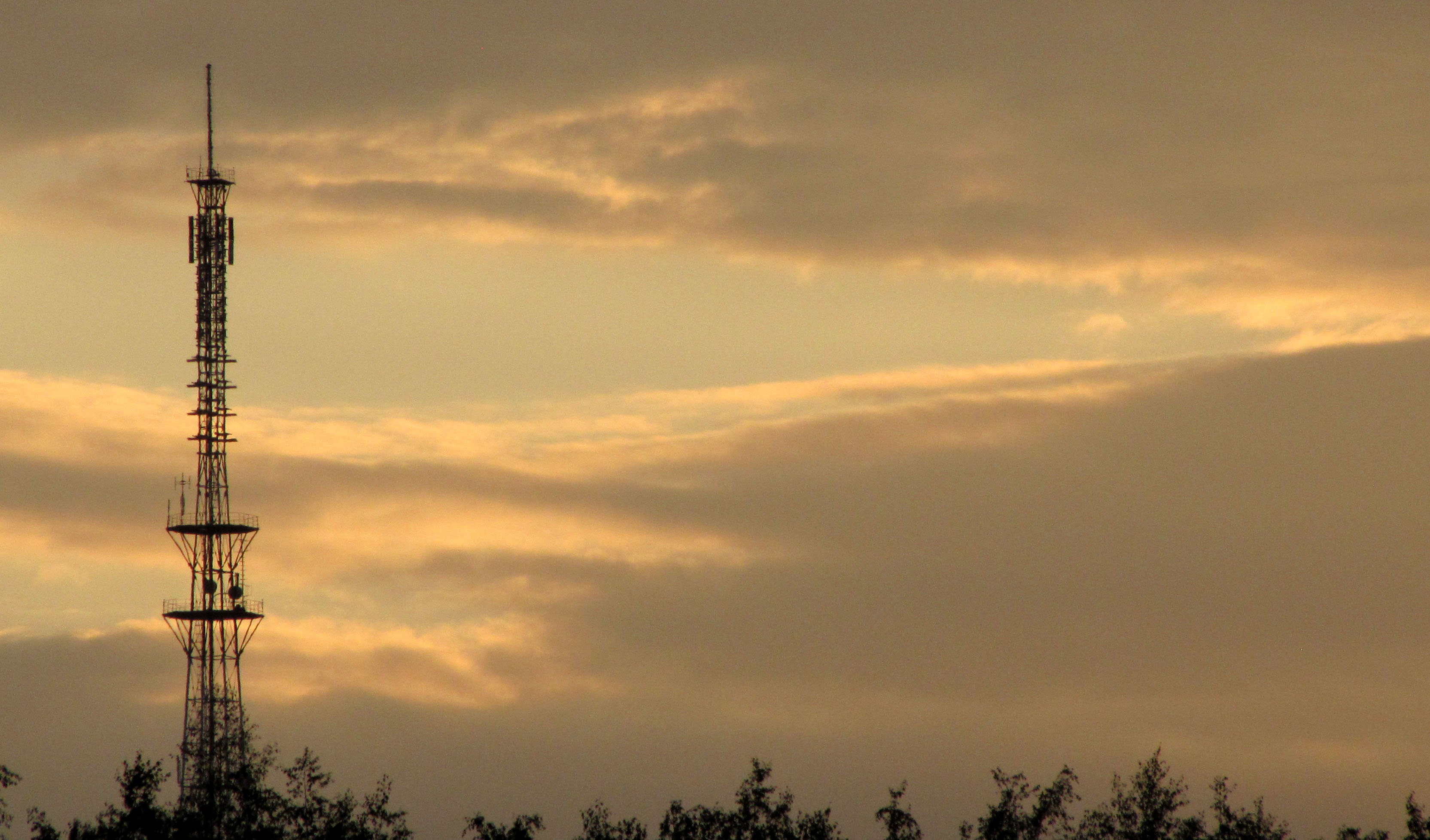
Телебашня в Белебее

Телевидение 
| ТВК | Телеканал           | Мощность (кВт) | Мачта |
| --- | ------------------- | -------------- | ----- |
| 27  | БСТ                 | 5              | РТПС  |
| 32  | цифра DVB-T2 (1 мп) | 1              | РТПС  |
| 56  | цифра DVB-T2 (2 мп) | 1              | РТПС  |

Радиостанции в диапазоне УКВ (FM)
- 90,90 МГц — Радио Шоколад
- 91,30 МГц — DFM
- 95,70 МГц — Дорожное радио
- 96,20 МГц — Радио России / ГТРК Башкортостан
- 96,80 МГц — L-Radio
- 97,60 МГц — Радио Ваня
- 98,00 МГц — Ретро FM
- 98,40 МГц — Европа Плюс
- 98,90 МГц — Радио Дача
- 99,30 МГц — Русское радио
- 99,80 МГц — (ПЛАН) Радио Регион
- 100,50 МГц — Business FM
- 101,50 МГц — Новое радио
- 102,40 МГц — Love Radio
- 104,20 МГц — Радио Ашкадар
- 104,70 МГц — Радио Юлдаш
- 106,60 МГц — Авторадио
- 107,20 МГц — Спутник FM

Объединённая общественно-политическая газета «Белебеевские известия» (с 1917 года).

## Религия
Православные храмы:
- Никольский собор;
- Михаило-Архангельская церковь - памятник архитектуры;
- Часовня

Мечети:
- Соборная мечеть;
- Историческая мечеть - памятник истории;
- Мечеть Марьям

Протестантские общины:
- Дом молитвы евангельских христиан-баптистов

## Памятники

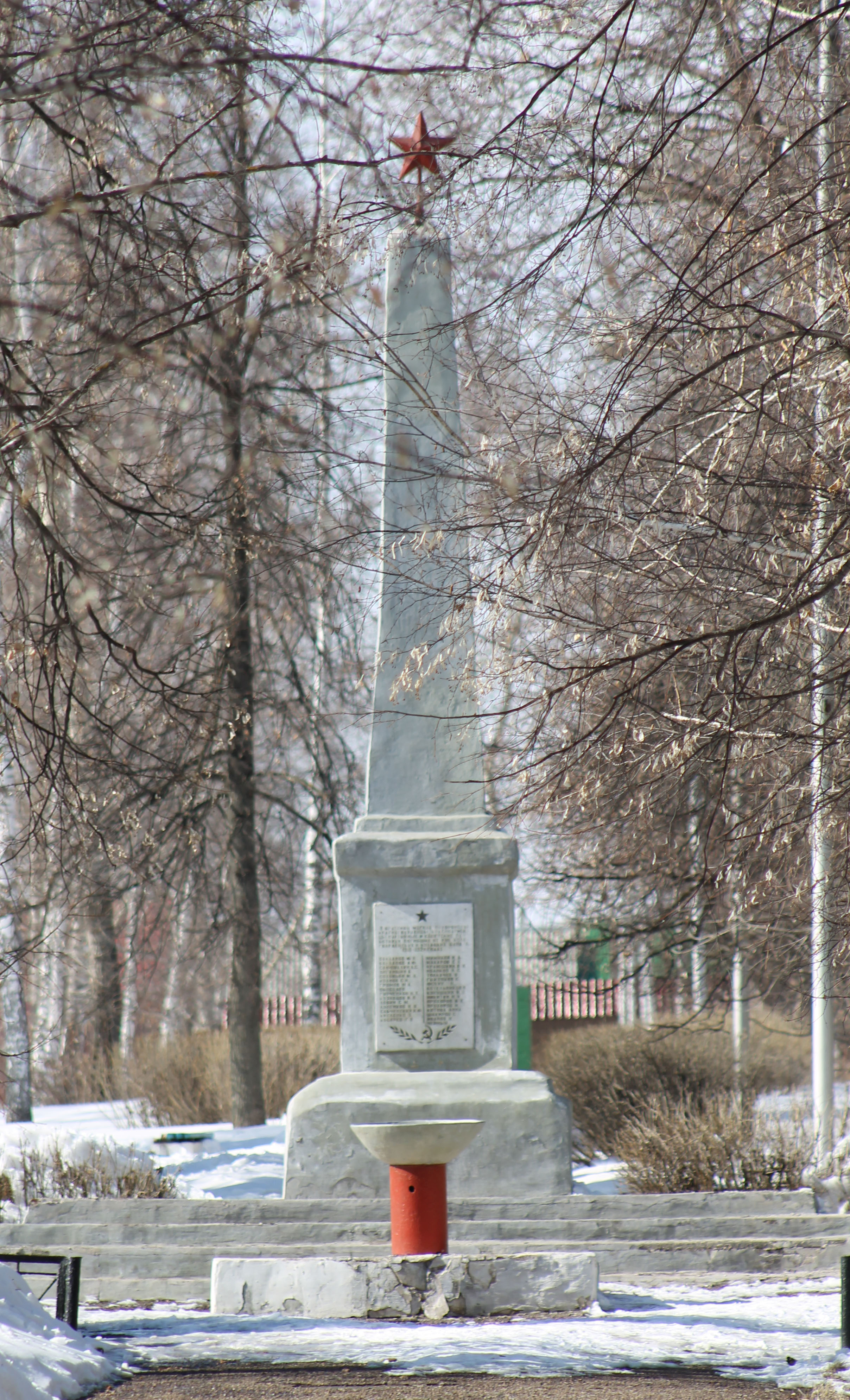
Братская могила красноармейцев, погибших при освобождении г. Белебея от белогвардейской банды в 1919 году

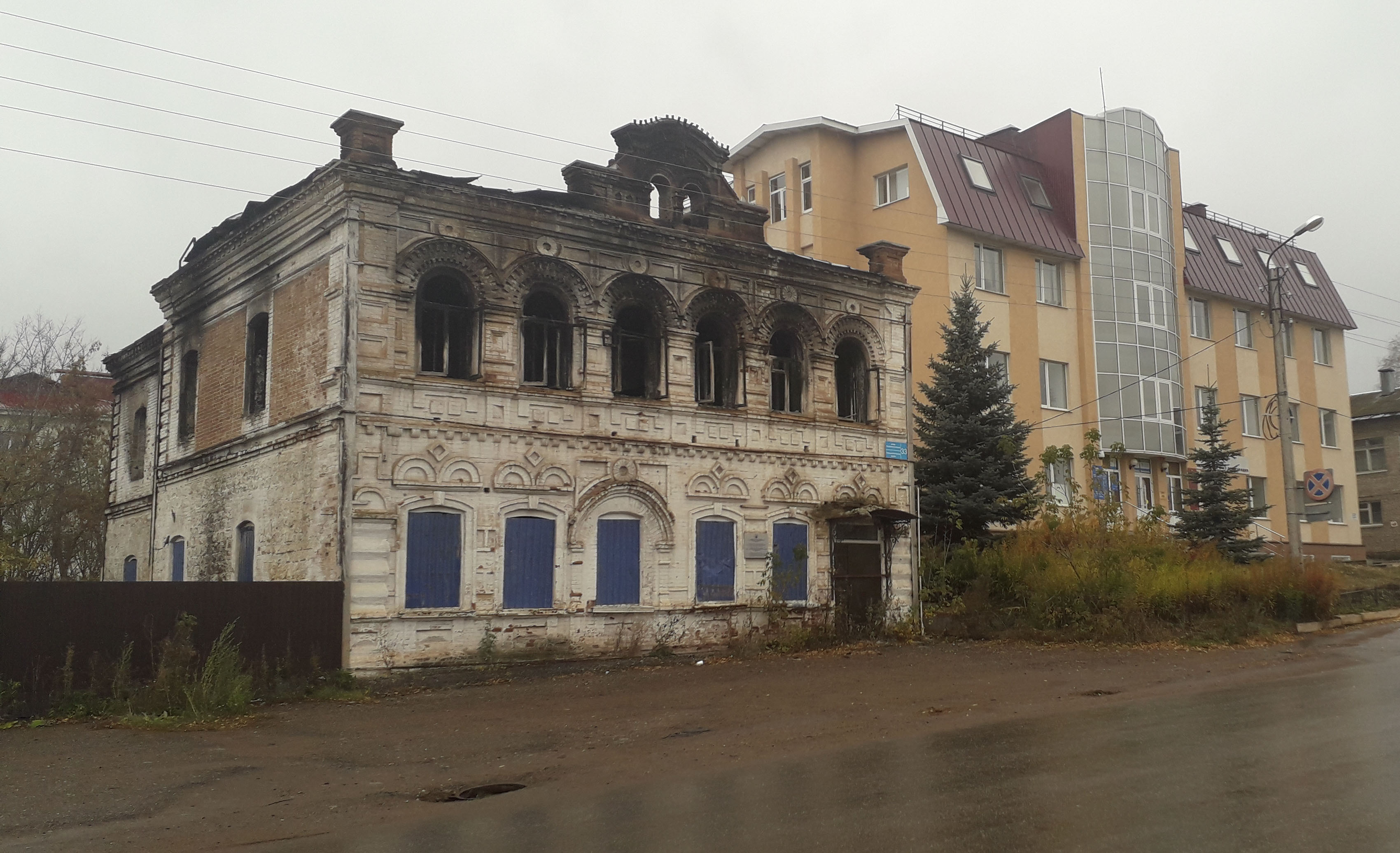
Гостиница купца Кузнецова Григория Григорьевича. Здание 1890 года.

В Белебее и его окрестностях расположено много памятников истории и культуры. 38 памятников находятся под охраной государства (дом купца первой гильдии П. Е. Кожевникова, гостиница Г. Г. Кузнецова, тюремный замок, дома Е. Д. Лысенкова, В. Д, Храмова), 15 памятников — в стадии оформления документов, здесь есть исторические курганы и захоронения.
В парке Славы города Белебея:
- Памятник истории. Объект культурного наследия регионального значения «Братская могила красноармейцев, погибших при освобождении г. Белебея от белогвардейской банды в 1919 году»;
- Памятник воину-освободителю.

В составе мемориального комплекса «Защитникам Отечества»:
- Аллея Героев;
- Вечный огонь и стена Памяти со списком погибших в годы Великой Отечественной войны;
- Монумент погибшим в локальных войнах.